# Antonio Benarrivo
Antonio Benarrivo (Brindisi, 21 de agosto de 1968) é um ex-futebolista profissional italiano, que atuava como defensor.

## Carreira
Revelado pelo Brindisi, clube de sua cidade natal, jogou ainda no Padova, antes de chegar ao Parma em 1991, onde fez parte de todas as principais conquistas do clube. 
Benarrivo pendurou as chuteiras em 2004, aos 35 anos, não sem antes levar um último título: a Copa da Itália de 2001-02, que também é até o momento o último triunfo relevante conquistado pelo Parma.

## Seleção italiana
Benarrivo fez parte da delegação italiana vice-campeã do mundo em 1994, integrando a defesa ao lado de Franco Baresi, Paolo Maldini e Mauro Tassotti (todos atletas do AC Milan). Além de Benarrivo, outros quatro jogadores da equipe da Emília-Romanha foram convocados (o goleiro Luca Bucci, os também defensores Luigi Apolloni e Lorenzo Minotti e o atacante Gianfranco Zola).

## Títulos
Parma
- Copa da Itália: 1992, 1999, 2002
- Taça dos Clubes Vencedores de Taças: 1993
- Supertaça da UEFA: 1993
- Taça UEFA: 1995, 1999
- Supercopa Italiana: 1999